# Vasubandhu
Vasubandhu (Sanskriet वसुबन्धु . Chinees 世親. Koreaans 세친) was een boeddhistische monnik uit India, die samen met zijn halfbroer Asanga, een van de oprichters van de Yogacara-school was. Vasubandhu is een van de meest invloedrijke personen in de geschiedenis van het boeddhisme geweest.
In de 4e eeuw werd hij in Pesjawar in het toenmalige Gandhara geboren. Hij bestudeerde de Abhidharma, maar vond de tekst niet duidelijk en vond dat er vergissingen in zaten en schreef vervolgens Abhidharmakośa (Schatkist van Abdhidhamma) en later Abhidharmakośa-bhāsya (commentaar op zijn eerdere werk) in een poging de geschriften begrijpelijker te maken. De daaropvolgende jaren was Vasubandhu een zwervende leraar.
In Shakala (huidig Sialkot) ontmoette hij nieuwe leraren en ging over naar de Mahayana school. In deze period schreef hij vele zeer uitgebreide verhandelingen, en specialiseerde hij zich op de leer van Yogācāra. Volgens overlevering heeft Vasubandhu 1000 boeken geschreven, echter er zijn tegenwoordig 47 bekend. Van deze hebben met name deTrimśikā ("dertig verzen over enkel-vertegenwoordiging") en het bijbehorende werk Vimśatikā een grote invloed op het Boeddhisme gehad.